# Tripsar

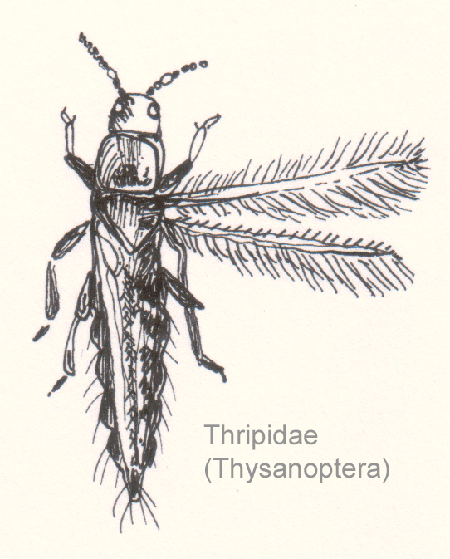

Tripsar (Thysanoptera), som även kallas blåsfotingar, är små långsmala insekter som ofta har fjäderlika vingar. 
Det vetenskapliga namnet kommer från grekiskans thysanos (frans) och pteron (vinge). Ett flertal arter livnär sig på att suga växtsafter medan andra är rovdjur. Vissa arter betraktas som skadeinsekter eftersom de angriper odlade växter och orsakar ekonomisk skada, medan andra anses vara värdefulla eftersom de äter upp skadedjur. Man har hittat runt 150 arter i Sverige och har beskrivit cirka 5 500 arter i världen.

## Utseende
Tripsar är små insekter mellan 0,5 och 12 mm långa, oftast mindre än 3 mm. De är ofta bruna eller svarta till färgen, men kan ibland vara vita eller gula. Nymferna kan vara klart färgade och genomskinliga. Mundelarna är stickande och sugande och bara den vänstra käken (mandibeln) är utvecklad. Antennerna är korta och trådformade, med fyra till tio leder. Huvudet är smalt, med en konformad munöppning. Vingarna är smala och fransiga. Hos flertalet tripsarter har de vuxna individerna två par vingar. Hos en del arter är vingarna reducerade eller saknas helt. Mellan klorna på varje fotände finns en liten häftblåsa med vars hjälp insekten håller fast vid underlaget. De omogna individerna liknar de vuxna men är alltid vinglösa. 

## Liv och utveckling
Tripsarna är relativt dåliga flygare. Istället kan de transporteras långa sträckor med hjälp av vinden. Vid rätt förhållanden, vilket ofta innebär varmt väder, kan en del arter explodera i antal och svärma i mängd.
Många av arterna livnär sig antingen på växtsafter eller på svamphyfer och svampsporer. Flera livnär sig på gammalt växtmaterial. Det finns även de som är rovdjur och äter andra små insekter och kvalster. Några trips äter pollen. Med sina rörformade käkar sticker de hål på födan och suger ut innehållet. De kan ibland sprida sjukdomar, till exempel olika växtvirus, på detta sätt. Tripsarna är huvudsakligen dagaktiva men gömmer sig ofta i bladverket.

### Fortplantning
Tripsar förökar sig huvudsakligen sexuellt men det förekommer även asexuell förökning (partenogenetisk, det vill säga utan befruktning). Utvecklingen hos en individ sker via ägg, två larvstadier (nymfer) då de äter, ett till tre pupp-liknande stadier då de inte äter och slutligen vuxenstadiet. Tripsar genomgår ofullständig förvandling (metamorfos). Detta innebär att de inte har några egentliga puppstadier och nymferna liknar de vuxna individerna.
Äggen läggs antingen inne i växtvävnad, utanpå växter eller i barkspringor och liknande. De är ca 0,2 mm långa, avlånga med oval eller njurlik form. Det kan ta upp till 16 dagar innan äggen kläcks. Det första nymfstadiet varar några dagar och det andra upp till flera månader. Puppstadierna, då de oftast inte bildar någon kokong, kan variera i längd. En del tripsarter har en generation per säsong medan andra har flera.
- Honor i underordningen Terebrantia har en äggledare som de använder till att skära sig in i växten och placera äggen i ett lämpligt läge.
- Honor i underordningen Tubulifera saknar äggledare, och placerar sina ägg utanpå växten, ofta i grupper.

## Skadedjur
Det finns ungefär 50 arter av trips som klassas som skadeinsekter. Vissa arter kan uppträda i stor mängd och kan göra stor skada när de angriper växtodlingar både inom lantbruket och i växthus. Olika arter har olika växtvärdar eller angriper skilda delar av plantorna. Tripsar kan bland annat angripa spannmål, raps, sockerbetor, jordgubbar, gurka, ärtor, tomat, kål, lök, frukt, rosor och många prydnadsväxter. Angreppen på blommor, blad, skott, knoppar och grenar kan ge skador och störa växtens utveckling vilket gör att de angripna delarna missbildas och eventuellt dör. Tripsar kan också sprida sjukdomar såsom olika växtvirus, till exempel bronsfläcksjuka. Det händer även att tripsar biter människor.

### Skadebekämpning i större odlingar
- Biologiska metoder - Man kan använda rovkvalstret Amblyseius cucumeris eller näbbskinnbaggarna Orius laevigatus och Orius majuskulus som äter trips. Det finns även rovtripsar som äter andra tripsar. Man har även prövat svampbaserade medel.
- Kemiska metoder - Det finns ett flertal bekämpningsmedel som används mot trips.
- Mekaniska metoder - Blå klisterfällor attraherar till exempel den amerikanska blomtripsen.

### Störande i datorskärmar
Trips kan också krypa in i platta datordisplayer och liknande. De söker sig troligen till det ljus som en skärm utstrålar och kryper därefter in i den. Detta kan lämna permanenta defekter om tripsen skulle dö medan den fortfarande är inne i skärmen. Att stänga av skärmen kan därför vara en bra idé om en trips har krupit in i den.[källa behövs]

### Ohyra i prydnadsväxter
Trips uppträder ofta som ohyra i hemmets fönsterväxter. Trips kan komma utifrån eller från nyinköpta växter eller jord.
Angripna växter får små grå- eller silverfärgade strimmor eller fläckar på bladens yta. Det beror på att tripsarna suger ut växtsaft ur ytan på bladen cell för cell så att dessa istället fylls med luft. Fläckarna kan så småningom bli bruna och få ett korkliknande utseende. Tripsarna kan även raspa sönder cellerna.
Ett bra kännetecken på angrepp är larvernas exkrementer som man kan se som små svarta prickar på bladen. Man kan även se insekterna med blotta ögat. De sitter ofta på undanskymda ställen såsom på undersidan av bladen, i kanten på bladnerver, i blommor eller i bladvecken. Angripna växtdelar kan bli missfärgade, missbildade och slutligen dö. Trips kan även angripa knoppar och blommor.
Några av de vanligaste arterna i prydnadsodlingar är den amerikanska blomtripsen (Frankliniella occidentalis), som kom hit till Sverige på 80-talet, den bandade växthustripsen (Parthenothrips dracaenae), samt nejliktrips (Thrips tabaci).

### Bekämpning
Det kan vara svårt att bli av med trips.
- Då tripsarna föredrar när det är varmt och torrt kan man förebygga angrepp genom att inte ha för varmt där växterna står och genom att duscha sina växter ofta med blomspruta.

- Vid angrepp kan man mekaniskt klämma ihjäl de tripsar man hittar och man kan spola av växterna, framförallt deras undersida, ofta under några veckors tid.

- Man kan behandla med såpsprit som blandas ihop av en halv deciliter såpa, en liter vatten samt en matsked T-röd. Behandlingen utförs ett flertal gånger.

- Det finns små kvalsterpåsar att köpa som man kan hänga upp i de angripna växterna. Rovkvalstren ger sig ut på jakt och äter upp tripsarna och deras ägg. När det inte finns någon mat längre dör rovkvalstren.

- Det finns ett flertal kemiska bekämpningsmedel att tillgå. Eftersom tripsen inte tycker om direkt solljus bör man spruta medlet på morgonen eller kvällen. Kontrollera först att den angripna växten tål bekämpningsmedlet. Då sådan trips som brukar gå på prydnadsväxter har en livscykel på ca tre veckor bör man upprepa behandlingen minst fyra gånger med en veckas mellanrum. Behandla även jorden som växten står i. Den amerikanska blomtripsen är resistent mot ett flertal kemiska preparat.

## Nyttodjur
Tripsar har en stor betydelse som pollinatörer för växter. De tripsar som är rovdjur kan användas som biologiska bekämpningsmedel eftersom de livnär sig på skadedjur såsom andra tripsar, skadeinsekter och kvalster. Franklinothrips vespiformis är en tripsart som används mot skadliga tripsar. Tripsar kan även angripa ett flertal ogräsarter. 

## Systematik
Tripsarna kan indelas i två underordningar, Terabrantia och Tubulifera. De skiljs åt på att honorna hos Tubulifera saknar äggläggningsrör och att deras bakkroppssegment är långt och rörformat. Honorna hos Terabrantia har äggläggningsrör och ett bakkroppssegment som är kort och spetsigt. Tripsarna indelas huvudsakligen efter antalet antennsegment.
Några typiska familjer är: Aleolothripidae och Phlaeothripidae som har arter som är rovdjur, 
Thripidae, som är växtätare varav många är skadeinsekter, och Phlaeothripidae som är den största familjen och som innehåller både skadedjur och nyttodjur. 
Några vanliga arter som man kan finna på friland i Sverige är nejliktripsen (Thrips tabaci) och åkertripsen (Thrips angusticeps). Inomhus och i växthus hittar man ofta den amerikanska blomtripsen (Frankliniella occidentalis) samt den bandade växthustripsen (Parthenothrips dracaenae).

## Övrigt
Det svenska namnet på växten maskros kommer av att blommorna ofta är fulla av tripsar.